# Ocrad
Ocrad це вільно поширювана програма оптичного розпізнавання символів. Ocrad поширюється під ліцензією GNU GPL, а також є частиною проекту GNU.
Базуючись на методі виділяння ознак, Ocrad прочитує зображення в портативному форматі, також відомому як Portable anymap і виробляє текст в байтовому (8-біт) або UTF-8 форматах. Також містить аналізатор, здатний відокремити стовпчики чи блоки тексту, які зазвичай перебувають на друкованих сторінках.

## Інтерфейс користувача
Ocrad може використовуватися як окрема утиліта командного рядка, або як рушій для інших програм.
Kooka, яка була додатком для сканування за замовчуванням в KDE середовищі до 4 версії, більше не використовується. Оскільки розробка програми припинена в 2007 році, поточна версія KDE більше не містить Kooka. Замість Kooka можна використовувати Ocrad як OCR Engine. Ocrad також може бути використаний як OCR рушій в OCRFeeder.

## Історія
Ocrad розробляється Antonio Diaz Diaz з 2003 року. Версія 0.7 була випущена в лютому 2004 року, 0.14 в лютому 2006 року і 0.18 у травні 2009 року. Ocrad розроблено на C++.
Архіви розсилки помилок та зауважень Ocrad починаються з жовтня 2003 року.